# جیمز لید کوکر
جیمز لید کوکر (انگلیسی: James Lide Coker; ۳ ژانویهٔ ۱۸۳۷ – ۲۵ ژوئن ۱۹۱۸) نظامی و کارآفرین اهل ایالات متحده آمریکا بود، که در سال ۱۸۹۹ شرکت سونوکو را تأسیس کرد.